# Bakiruk
Bakiruk is een bestuurslaag in het regentschap Belu van de provincie Oost-Nusa Tenggara, Indonesië. Bakiruk telt 2324 inwoners (volkstelling 2010).